# 吉田山田のネガティブ押し出せ!
『吉田山田のネガティブ押し出せ!!!!!!』（よしだやまだのネガティブおしだせ！）は、CBCラジオで放送されているラジオ番組。2011年4月9日より断続的に放送されている。このページでは、2024年10月より放送開始した『〜season2』、2025年4月より改題、放送時間の変更が行われた『〜season3』についても述べる。

## 概要
吉田山田の2人がリスナーから送られてきたネガティブを押し出す番組。2011年4月より放送が開始され、2015年に終了したが、2024年10月、『〜season2』が酒井直斗のラジノートに内包される形で放送開始した。その後の2025年4月改編で内包を解消し、土曜22:30〜22:45の単独15分番組となった。

## 放送時間

### 現在の放送時間
- 毎週土曜 22:30 - 22:45（2025年4月 - ）[1]

### 過去の放送時間
- 毎週木曜 24:30 - 25:00（金曜未明0:30 - 1:00）（2011年4月9日 - 2015年3月）
- 毎週水曜 23:40頃 -（2024年10月 - 2025年3月、『酒井直人のラジノート』内に内包）